# Mieko Shiomi (compositrice)
Mieko (Chieko) Shiomi (塩見 允枝子, Shiomi Mieko, née en 1938) est une artiste et compositrice japonaise.

## Biographie
Née à Okayama, Mieko Shiomi suit des leçons de musique en tant qu'enfant avant d'étudier à l'Université des arts de Tokyo en 1957. En 1960, elle fonde le groupe Ongaku avec Takehisa Kosugi afin d'explorer l'improvisation et l'action. Le groupe a accueilli des spectacles d'artistes tels que John Cage, La Monte Young et George Brecht. En 1964, elle se rend à New York à l'invitation de George Maciunas et participe aux événements Fluxus. 
Après 1977, Mieko Shiomi retourne travailler sur ses propres compositions mais maintient ses liens avec Fluxus. Elle vit et travaille à Osaka.

## Compositions
Mieko Shiomi compose des événements avec la musique et l'action environnementale. Parmi ses réalisations :
- Disappearing Music for Face
- Spatial Poems (série de 9 événements)[3]

Son travail est enregistré et publié sur CD, dont :
- Requiem for George Maciunas, 1990
- Fluxus Suite (CD), 2002

## Source de la traduction
- (en) Cet article est partiellement ou en totalité issu de l’article de Wikipédia en anglais intitulé « Mieko Shiomi (composer) » (voir la liste des auteurs).